# 二氯化(1,5-环辛二烯)钯
二氯化(1,5-环辛二烯)钯是一种有机钯化合物，化学式为PdCl2(C8H12)，它是黄色固体，可溶于氯仿。X射线晶体衍射表明，该配合物的Pd中心为平面正方形构型。